# Брест-литовски мир
Брест-литовски мировни споразум (рус. Брест-Литовский мирный договор) био је сепаратни мировни споразум који су 3. марта 1918. године у Брест-Литовск (данас Брест) потписали представници Совјетске Русије и Централних сила, а којим је осигуран излазак Русије из Првог свјетског рата. Закључењу Брест-литовског мира претходили су споразуми о примирју на Источном фронту и мировна конференција, одржана у три етапе од 22. децембра 1917. године.
У првој етапи су бољшевици, који су недавно дошли на власт и први пут ушли у међународне преговоре, покушали да убиједе владе земаља Антанте у склапање универзалног мира, заснованог на принципу „без анексије и контрибуције”, и за тај приступ су добили формалну сагласност Централних сила. У другој етапи, након неуспјеха у остварењу плана склапања „универзалног демократског мира” и почетка унутарпартијске расправе о могућност потписивања сепаратног споразума, совјетска страна је настојала одгодити преговоре, користећи их за агитацију свјетске револуције, док су власти Њемачког царства захтијевале признање њиховог права на окупацију територије данашње Пољске, дијела Прибалтика и Бјелорусије; 10. фебруара, након закључења посебног споразума Централних сила са представницима Централне раде Украјине, совјетска делегација предвођена Лавом Троцким прогласила је крај рата и истовремено одбијање склапања мира (тактика „ни рат, ни мир”). Послије наставка њемачког напада на Петроград, Владимир Лењин, који се у почетку залагао за непосредног потписивање споразума, успио је да убиједи чланова партије у потребу прихватања њемачких услова („Социјалистичка отаџбина је у опасности!”); упркос чињеници да је Њемачка поставила додатне услове, ЦК РСДРП(б), којем је Лењин пријетио својом оставком, гласао је за пристанак на „непристојни мир”. Трећу тродневну етапу преговора одликовао је одбијање совјетске делегације да улази у расправу и завршило потписивањем споразума, који су 15. марта ратификовали делегати 4. Сверуског конгреса Совјета; 27. августа закључен је додатни билатерални споразум између Њемачке и Русије.
Чињеница склапања сепаратног мира и услови Брест-литовског мира изазвали су оштру реакцију како руске опозиције бољшевицима, тако и на међународној сцени, што је довело до погоршања грађанског рата. Споразум ипак није довео до потпуног прекида непријатељстава у источној Европи и Закавказју, али је био прекретница у историји регије, подјеле „сукоба империја” 1914—1917. и посљедичног „континуума насиља”; сами преговори постали су деби концепта „самоопредјељење народа”, који се додатно развио на Париској мировној конференцији. Споразум је поништен одлуком Сверуског централног извршног комитета 13. новембра 1918. услијед револуционарних догађаја у Њемачкој. Упркос краткотрајности, други мировни споразум Великог рата, коришћен као доказ анексионих планова Њемачке и њених савезника, добио је широку покривеност у историографији.

## Предисторија. „Декрет о миру”
Упркос гласинама које су кружиле прве три године Првог свјетског рата и често се понављале касније, према подацима с почетка 21. вијека, нема разлога да се тврди да је влада Руске Империје припремала сепаратни мир с Централним силама или да је водила тајне преговоре са њима. Истовремено, подјела сила Антанте и окончање рата на два фронта били су циљеви спољне политике Њемачког царства од 1914. године — наду за такав исход појачали су догађаји везани за Фебруарску револуцију, а већ 7. маја 1917. рајхсканцелар Теобалд фон Бетман Холвег припремио је нацрт сепаратног мира са Русијом, а њемачка Врховна војна команда предложила је пројекат прекида ратних дејстава на Источном фронту. Међутим, умјесто преговора, Привремена влада је спровела безуспјешну Јунску офанзиву, која се завршила губитком Риге.
Дана 25. октобра [по јулијанском 7. новембар] 1917.. стање се потпуно промијенило, пошто је Привремена влада свргнута као резултат оружаног устанка бољшевика у Петрограду, а на власт је дошла партија, која је мјесецима говорила о окончању „империјалистичког” рата. Сљедећег дана, 2. сверуски конгрес совјета усвојио је „Декрет о миру”, у којем су позване све државе учеснице рата да одмах закључе примирје и започну преговоре с циљем склапања мировног споразума „без анексија и контрибуције”, у оквиру којег је, такође, требало да се надима дозволи право на самоопредјељење.
У ноћи 8. новембра [по јулијанском 21.] 1917.. новостворена совјетска влада — Совјет народних комесара (СНК) — послала је бежични телеграм в. д. врховног команданта Руске армије генералу Николају Духонину, наређујући му да се обрати команди непријатељских војски са приједлогом прекида непријатељства и започне мировне преговоре. У телеграму стоји да СНК сматра неопходним „да се одмах направи формални приједлог примирја за све зараћене земље, како савезне, тако и за оне које су са нама у непријатељским дејствима”. Исто дана, због одбијања да изврши наредбу, Духонин је смијењен са дужност, а на његово мјесто је постављен бивши заставник императорске армије Николај Кириленко, који је планирао да лично започне преговоре; истовремено, народни комесар за спољне послове Лав Троцки упутио је ноту свим амбасадама савезничких држава, позивајући их да објаве примирје и започну преговоре.
Предсједавајући СНК Владимир Лењин је 9. новембра [по јулијанском 22.] 1917.. послао телеграм свим пуковима фронтовских војски, у којем се налазио непосредни апел војницима: „Нека пукови, који се налазе на положајима, одмах изаберу оне који су овлашћени да формално започну преговоре о примирју са непријатељем”. Као резултат тога, у неколико дијелова Источног фронта започела су братимљења. Истог дана, дипломатски представници савезничких земаља на састанку у резиденцији амбасаде САД у Петрограду одлучили су да игноришу ноту совјетске владе. Сљедећег дана, шефови војних мисија савезничких земаља при штабу врховног команданта предали су Духонину колективну ноту коју су потписали представници Уједињеног Краљевства, Француске, Јапана, Италије, Румуније и Србије, у којој су протестовале због кршења споразума од 5. септембра 1914, којим је савезницима забрањено закључивање сепаратног мира или примирја; Духонин је садржај биљешке пренио свим фронтовским командантима. Истовремено, Народни комесаријат за спољне односе обратио се амбасадорима неутралних држава са приједлогом да посредују у организацији мировних преговора. Представници Шведске, Норвешке и Швајцарске ограничили су се на обавјештење о примању ноте, а амбасадор Шпаније је одмах повукао своју изјаву да је нота прослијеђена у Мадрид.
Њемачки генерал Ерих Лудендорф, чим је добио прве информације о томе да су бољшевици преузели власт у Петрограду, развио је план одлучне офанзиве дуж цијелог Западног фронта са учешћем дивизија пребачених са истока — план који је одобрио кајзер, био је посљедња нада Њемачке да преокрене ток рата прије масовног доласка америчких јединица у Европу (види: Прољећна офанзива). Као резултат тога, 14. новембра [по јулијанском 27.] 1917.. њемачка Врховна војна команда је обавијестила Рајхстаг, прелазећи линију фронта у рејону Двинска, о својој сагласности за почетак преговора о примирју у Брест-Литовску са совјетском владом.

## Закључивање примирја
Дана 19. новембра [по јулијанском 2. децембар] 1917.. делегација совјетске владе предвођена Адолфом Јофом, стигла је у неутралну зону и наставила према Брест-Литовску, који је био штаб њемачке команде на Источном фронту. У почетку се претпостављало да ће делегација имати 15 чланова, али је на крају састав проширен на 28. Као опуномоћени — чланови Сверуског централног извршног комитета — делегација се састојала од 9 људи: Лав Каменев, Григориј Сокољников, Анастасиј Биценко, Сергеј Масловски, морнар Федор Олич, војник Николај Бељаков, земљорадник Роман Сташков, радник Павле Обухов и Јофе. Још 9 — капетан прве класе Борис Доливо-Добровољски, пуковници Владимир Шишкин и Андреј Станиславски, потпуковници Феликс Мороз, Константин Берендс, Василиј Сухов, Џон Фоке и Карл Зедин — били су „чланови војне консултације” из реда официра бивше императорске армије предвођени Василијем Аљтфатером, а 10 осталих — преводиоци Владимир Соколов, поручиник Андреј Шчуровски и Штукгољдт, телеграфисти Карл Герберсон, Василиј Иванов и Иван Артарјан, писар Бронислав Војшвило и наредници Иванов и Коршунов — били су чланови особља одређеног као „чланови делегације” предвођени секретаром Лавом Караханом.
У Брест-Литовску совјетски представници су се састали са делегацијом Централних сила, коју су чинили њемачки генерал Макс Хофман, аустроугарски потпуковник Херман Покорни (говори руски), османски генерал Зеки-паша и бугарски пуковник Петар Ганчев. Као незванични политички савјетници у преговорима о примирју, који су се односили искључиво на војна питања, присуствовали су дипломате Кајетан Мереи и Имре Чаки. Присуство жена у совјетској делегацији изазвало је оштру реакцију војника Централних сила: „Је ли и то делегат?”.
Преговори, који су били совјетски деби на међународној сцени, почели су 20. новембра [по јулијанском 3. децембар] 1917.. и трајали су три дана: док је њемачко-аустроугарска делегација у рукама имала спремне пројекте примирја, совјетски представници нису имали ниједан документ. У исто вријеме, совјетска делегација је инсистирала на јавности састанка: као резултат, размјена мишљења за преговарачким столом додатно је забиљежена и послије усклађивања руских и њемачких тестова, одмах је постала јавна, што је допринијело привлачењу пажње свјетске штампе на преговоре. Јофе је тражио да се разговара о обустави непријатељстава на свим фронтовима, али није имао овлашћење од земаља Антанте, а Хофман је имао овлашћење од свог генералштаба, па је постигнут договор да се разговара само о примирју на Источном фронту.
Дана 21. новембра [по јулијанском 4. децембар] 1917.. совјетска делегација изнијела је своје виђење примирја: шестомјесечно примирје; повлачење њемачких снага из Риге и са Монсундских острва; забрањује је премјештање њемачких снага на Западни фронт. Као резултат преговора постигнуто је примирје, по којем: закључено је примирје у периоду од 24. новембра (7. децембра) до 4. (17) децембра; снаге су остале на раније окупираним положајима; пребацивање војних јединица, осим оних које су премјештање већ почеле, забрањено је. Преговори су прекинути због потребе совјетске делегације, која у то вријеме није имала непосредну веза са Петроградом, да се врати у главни град Руске СФСР и добије упутства о својим будућим дјелатностима.
Дана 23. новембра [по јулијанском 6. децембар] 1917.. Троцки је упозорио амбасадоре Уједињеног Краљевства, Француске, Сједињених Америчких Држава, Италије, Кине, Јапан, Румуније, Белгије и Србије, да су преговори у Брест-Литовску прекинути на недјељу дана и познао је владе „савезничких земаља да одреде свој став” према њима. На засједању СНК-а 27. новембра [по јулијанском 10. децембар] 1917.. расправљало се о упутству совјетској делегацији на мировним преговорима — у одлуци СНК записано је: „Упутства о преговорима — заснована на ’Декрету о миру’”. Када је Лењин израдио „Конспект програма мировних преговора”, у којем је представио свој виђење концепта „анексије”, а увече је Сверуски централи извршни комитет усвојио резолуцију-указ делегације, изражавајући одобравање њених претходних поступака. У саставу делегације су извршене измјене: „представници револуционарних класа” били су искључени из њеног старог састава (морнар, војник, земљорадник и радник), а број је надокнађен официрима — генерали Владимир Скалон (починио самоубиство), Јуриј Данилов, Александар Андогски и Александар Самојло, потпуковник Иван Цеплит и капетан Владимир Липски.
Дана 2. децембра [по јулијанском 15. децембар] 1917.. нова етапа преговора је завршена склапањем примирја, сличног оном које је већ било на снази: током 28 дана од 4. (17) децембра, са аутоматским продужењем и са условом да се за седам дана обавијести непријатељ о прекиду. Совјетска делегација је повукла услов за повлачењем са Монсудских острва, а Централне силе нису захтијевале чишћење Анадолије. Једна од тачака примирја формално је дозволила братимљење — састанке војних чинова током дана — на два или три посебно одређена мјеста („тачке контакта”) на мјесту сваке дивизије: скупина на сваке стране не би требала бити већа од 25 људи, а учесницима је било дозвољено да размјењују новине, часописе и писма, као и да слободно тргују и размјењују основне потрепштине.

## Преговори о миру
Девета тачка споразума о примирју омогућила је Совјетској Русији и Централним силама да започну мировне преговоре, који су се одвијали у позадини тешке домаће политичке ситуације у свим земљама учесницама: у Русији у то вријеме се водила борба око сазива Уставотворне скупштине, а односи са украјинском Централном радом су се усијавали, у Аустроугарској и Османском царству ситуација са снабдијевањем храном у градовима (укључујући Истанбул и Беч) се погоршавала, а у Њемачкој се наставио сукоб између војне и цивилне власти. Поред тога, њемачка и аустроугарска влада различито су видјеле будућност пољских територија („пољско питање”).

### Припреме
Дана 5. децембра [по јулијанском 18. децембар] 1917.. у Бад Кројцнаху је одржан састанак под предсједавањем кајзера Вилхелма II, чији је циљ био да се утврде услови за мир „који су требали бити постављени Русији”. На овом састанку, страхови аустроугарског министра спољних послова Отакара Чернина о неограниченим амбицијама њемачке Врховне војне команде су се остварили у многим аспектима: раније је Хофману наређено да инсистира на повлачењу војна Руске императорске армије из Ливоније и Естоније — регија које још нису окупирале њемачке снаге. Та жеља војске је у великој мјери била повезана са лобирањем за интересе бројних њемачких балтичких племића, чији су посједи и сталешке привилегије биле под непосредном пријетњом због револуционарних догађаја у Русији, као и због раста „националних покрета” у регији. Током састанка, државни секретар одјељења спољних послова Рихард фон Килман, сматрао је немогућом потпуну војну побједу Њемачке на свим фронтовима, а канцелар Георг Хертлинг савјетовао је кајзера да не шири своју сферу утицаја на Прибалтику, наводећи то као могућу пријетњу дугорочним односима са Русијом; генерал Паул фон Хинденбург се успротивио, истичући „војну потребу” и вриједност регије за „њемачку безбједност”. Као резултат тога, „његово величанство је одлучило да позове Русију да очисти ове просторе, али не и да инсистира на овом захтјеву, како би се омогућило Естонцима и Летонцима да искористе право на самоопредјељење нације”.
Бољшевици су се такође припремали за преговоре: међу њемачким војницима се активно водила агитација и дистрибуирала револуционарна литература (укључујући и специјални часопис на њемачком Die Fackel), а 6. децембра Известия ЦИК је објавила апел совјетске владе „радним, потлаченим и неокрвављеним народима Европе”, у коме Савјет народних комесара позива раднике и војнике зараћених земаља да узму мир „у своје руке”, а народни комесар за спољне односе позива раднике и војнике свих зараћених страна да се боре „за што хитнији прекид рата на свим фронтовима”.

### Прва етапа: 22—28. децембар
Мировне преговоре започео је главнокомандујући њемачким Источним фронтом, принц Леополд Баварски 9. (22) децембра. Делегацију Централних сила предводили су: њемачки државни секретар Килман, аустроугарски гроф Ченин, бугарски министар правде Христо Попов и османски велики везир Мехмед Талат-паша. У совјетској делегацији су се налазили Јофе, Кеменев, Биценко, Михаил Покровски, секретар Карахан, консултант Михаил Вељтман, војни консултанти Аљтфатер, Самојло, Липски и Цеплит.
Полазећи од општих принципа „Декрета о миру”, совјетска делегација је већ на првом састанку предложила да се као основ за преговоре усвоји програм од шест главних и једне додатне тачке: (1) није дозвољено присилно припајање територија заузетих током рата; војне снаге које су заузеле ове територије повлаче се што је прије могуће; (2) обнавља се пуна политичка независност народа који су током рата били лишени независности; (3) националним групама које прије рата нису имале политичку независност гарантована је могућност слободног рјешења питање припадности држави или њихове државне независности слободним референдумом; (4) обезбјеђује се културно-национална, и по посебним условима, административна аутономија националних мањина; (5) одустајање од контрибуције; (6) колонијална питања се рјешавају по истим принципима. Поред тога, Јофе је предложио да се јачим нацијама не дозволи посредно ограничење слободе слабијим народима.
Након тродневне жестоке расправе о совјетским приједлозима Централним силама, а током којих су њемачки и аустроугарски представници успјели да убиједе османске и бугарске делегате да прихвате како неодређени рок за повлачење војних снага, тако и одбацивање анексије, на другом пленарном засједању, одржаном 12. (25) децембра, Килман је изјавио да Њемачка и њени савезници у цјелини (са низом примједби) прихватају ове одредбе универзалног мира и да се „придружују ставу руске делегације, осуђујући наставак рата у чисто освајачке сврхе”. Након што је утврђено приступање Централних сила совјетској мировној формули, „без анексија и контрибуција”, слична оној која је представљена у јулској мировној резолуцији Рајхстагу 1917. године, совјетска делегација предложила је десетодневну паузу током које би се за преговарачки сто покушале довести земље Антанте; током паузе рад су требале наставити посебне комисије које су расправљале о одређеним детаљима будућег споразума.
Када је њемачка Врховна војна команда сазнала да су дипломате прихватиле концепт мира без анексија, интервенисала је у преговорима: Лудендорф, „с бољшевичком дипломатијом”, телеграфисао је Килману о свом категоричком неслагању са смјером у којем је вођена расправа; Килман је био приморан да генералима објасни суштину „блефа” — сматрао је невјероватним придруживање Антанте сепаратним преговорима, да би заиста било могуће са њима разговарати о универзалном миру. Ипак, на захтјев генерала, Јофе је неформално обавјештен, да три територије бивше Руске Империје — Пољска, Литваније и Курландија — не спадају у дефиницију анексије, јер су већ прогласиле своју независност. Јофе је пријетио да ће прекинути преговоре, а што је довело до сукоба између Чернина и Хофмана: аустроугарски дипломата је пријетио да ће закључити сепаратни мир с Русијом, ако њемачки штаб не одустане од својих анексионих захтјева. Поред генерала, премијер Краљевине Угарске, Шандор Векерле,  није се сложио са Черниновим поступком, а који је вјеровао да би усвајање принципа самоопредјељења народа могло уништити угарску надмоћ у вишенационалној краљевини.
Дана 14. (27) децембра 1917. године, на другом састанку политичке комисије, разлике у схватању „анексије” међу странама постале су јавне: совјетска делегација је изнијела приједлог по којем се снаге истовремено повлаче из Аустроугарске, Османског царства и Персије, с једне стране, и из Пољске, Литваније, Курландије и „других области Русије”, с друге стране. Њемачке и аустроугарске делегације дају контраприједлог — совјетска држава је позвана да „узме у обзир изјаве које изражавају вољу народа који живе у Пољској, Литванији, Курландији и дијеловима Естландије и Лифландије, о њиховој жељи за потпуном државном независности и отцјепљењем од руске федерације”. Према томе, Килман је питао да ли ће совјетска влада пристати да повуче своје снаге из цијеле Ливоније и Естоније како би се мјесном становништву пружила прилика да се повеже са својим „саплеменицима”, који живе у областима које је окупирала њемачка војска (види: Ober Ost); совјетска делегација је такође обавјештена да украјинска Централна рада шаље своју делегацију у Брест-Литовск, пошто није спремна да призна било какав мировни споразум у којем њена делегације није учествовала. Дана 15. (28) децембра совјетска делегација, која је учествовала у три пленарна и три састанка политичке комисије, отпутовала је у Петроград.
Већ за вријеме паузе у раду конференције, 17. (30) децембра објављен је апел Народног комесаријата за спољне послове народима и владама савезничких земаља, који је потписао Троцки: у њему је народни комесар изнио разлог прекида у преговорима, а такође и описао представљене програме делегација, наглашавајући да се „владе савезничких народа још увијек нису придружили мировним преговорима из разлога што су тврдоглаво избјегавале тачне формулације”. Упркос недостатку званичних одговора сила Антанте, француски министар спољних послова заузео је „бескомпромисно” стајалиште — обраћајући се Представничком дому 31. децембра, рекао је: „Русија може или не мора тражити сепаратни мир с нашим непријатељима. У сваком случају, за нас се рат наставља”. То је значило да би од сада преговори водили само о сепаратном миру на Источном фронту.
Дана 18. (31) децембра на сједници Савјета народних комесара расправљало се о стању војске и ситуацији у Брест-Литовску: добивши информације са фронта о немогућности новог „револуционарног” рата, совјетска влада је одлучила да одложи преговоре колико је то могуће — наставити мировне преговоре и супротставити их форсирању Нијемаца”. Резолуција, састављена на основу скоре свјетске револуције, предвиђала је организовање нове војске и „одбрану од пробоја [Нијемаца] у Петроград”. Поред тога, Лењин је предложио да Троцки сам оде у Брест-Литовск и лично предводи совјетску делегацију — након тога, народни комесар је за своје учешће у преговорима у Брест-Литовску рекао да је било „посјета соби за мучење”.

### Друга етапа: 9. јануар — 10. фебруар

#### Други састав делегације
У другој етапи преговора совјетска делегација коју је предводио Троцки, чинили су Јофе, Каменев, Покровски, Биценко, Владимир Карелин, секретар Карахан; консултанти су били Карл Радек, Станислав Бобински, Винцас Микевичиус-Капсукас, Вахан Терјан, Аљтфатер, Самојло и Липски; у делегацији Свеукрајинског централног извршног комитета налазили су се Јухим Медведев и Васиљ Шахрај. У делегацији украјинске Раде били су државни секретар Всеволод Голубович, Микола Левитски, Микола Љубински, Михајло Полозов и Александар Севрјук; консултанти су ротмистр Јуриј Хасенко и професор Сергиј Остапенко.
Њемачку делегацију је представљао Килман, директор правног одјељења Јоханес Криге, посланик Фредерик фон Розенберг, савјетници Штокгамером, Балигандом и Гешем, генерал Хофман, капетан првог степена В. Хорн и мајор Бринкман. У аустроугарској делегацији су се налазили Чернин, директор правног одјељења др Грац, посланици барон Митаг и Визнер, савјетници барон Андријан, гроф Колоредо и граф Чаки, фелдмаршал-лејтенант фон Чичерич, обер-лејтенант Покорњи и мајор Хлајзе.
Делегацију Бугарске чинили су министар Попов, посланици Косов и Стојанович, пуковник Ганчев, секретари Анастасов и Кермекчиев, капетан првог степена Нодев и капетан Марков. У османској делегацији су били Талат-паша, министар спољних послова Ахмед Несими-бег, амбасадор Ибрахим Хаки-паша, коњички генерал Ахмед Изет-паша, капетан Хусеин Рауф-бег, секретар амбасаде Вехби-бег, мајор Садик-бег и капетан другог степена Комал-бег.

#### Ток преговора
Већ 20. децембра 1917. (2. јануара 1918) совјетска влада је послала телеграме предсједницима делегације Централних сила са приједлогом да се мировни преговори премјесте у неутрални Стокхолм; канцелар Њемачке је одбио приједлог. Отварајући конференцију 27. децембра (9. јануара), Килман је изјавио будући да током прекида мировних преговора ниједан од главних учесника рата није исказао жељу за придружењу преговорима, делегације Централних сила одустаје од раније изражене намјере да се придружи совјетској формули „без анексије и контрибуције”, а даљи преговори требали би да се сматрају сепаратним. Килман и Чернин су се такође успротивили премјештању преговора у Стокхолм, али су изразили спремност да „потпишу мировни споразум у неутралном граду, који тек треба да буде утврђен”.
На сљедећи састанак, који је одржан дан послије, позвана је делегације Централне раде Украјине: њен предсједавајући Голубович објавио је декларацију ЦРУ, према којој Савјета народних комесара нема надлежност у Украјини и да Рада намјерава самостално да води преговоре. Килман је питао Троцког треба ли делегацију Раде сматрати дијелом руске делегације или да ли представља независну државу. Троцки је одговорио да је признао независност „украјинске делегације”, додајући да се и сама Украјина „налази баш сада у поступку свог самоопредјељења” (у литератури понекад постоји погрешна тврдња да је Троцки пристао размотрити независност саме делегације Централне раде). Килман је одговорио да изјаву совјетске делегације о учешћу украјинских представника у преговорима треба проучити.
Даље преговоре су како савремени, тако и историчари, често сматрали „вербалним двобојем” Троцког и Килмана, у који се понекад умијешао генерал Хофман протестом: поље расправе проширило се од Кине до Перуа; покривали су такве теме, као што је степен зависности низама из индијског Хајдарабада од Британије и дјелатности Врховног суда САД. При томе, њемачка Врховна војна команда изразила је крајње незадовољство дуготрајним преговорима, страхујући од исцрпљења ресурса за наставак рата (види: „бросквена зима”, „ерзац”) и распадања војске; аустроугарским властима било је још теже (види: „јануарски штрајк у Аустроугарској”).
Дана 5. (18) јануара 1918. године на засједању политичких комисија генерал Хофман представио је конкретне услове Централних сила — представио је карту бивше Руске Империје, на којој су под контролом Њемачке и Аустроугарске остале Пољска, Литваније, дио Бјелорусије и Украјине, Естоније и Летонија, Монсундска острва и Ришки залив. Троцки је тражио паузу „да упозна руску делегацију са овом линијом тако јасно обиљеженом на карти”. Увече истог дана, совјетска делегација тражила је нову десетодневну паузу у раду конференције да би владу у Петрограду упознала са њемачко-аустроугарским захтјевима: Троцки је отпутовао за главни град, а сљедећи састанак је заказан за 16. (29) јануар.

### Пауза. Почетак унутарпартијске борбе
Вијести о обустављању преговора у Брест-Литовску довели су до масовних штрајкова у аустроугарској индустрији и нереда у градовима монархије, тако и спонтане појаве радничких савјета по руском моделу.  Делегати новоформирани савјета залагали су се за слање својих представника на преговоре са Троцким.
Разлика у ставовима у односу на преговоре у Брест-Литовску била је раније видљива унутар РСДРП(б), прије него што су Централне силе представиле територијалне захтјеве: тако је 28. децембра 1917. одржан пленарни састанак московског регионалног бироа, у Централном комитету налазио се Николај Бухарин, који је у то вријеме руководио партијским организацијама Московске, Вороњешке, Костромске, Калушке, Владимирске, Нижегородске, Тверске, Тулске, Рјазањске, Тамбовске, Орловске, Смоленске и Јарославске губерније. На састанку је усвоје резолуција према којој „мир социјалистичке Русије са империјалистичком Њемачком може бити само пљачкашки и насилни мир”, а од СНК-а је тражио „окончање преговора са империјалистичком Њемачком” и почетак „немилосрдног рата са буржоазијом цијелог свијета”. Резолуција је објављена тек 12. (25) јануара 1918, када су се јасно формирале групе које су имале различита мишљења о потписивању мира.
Дана 8. (21) јануара Лењин је, током говора на састанку ЦК са партијским радницима, дао детаљно оправдање за моментално потписивање мира, најављујући своје „Тезе о непосредном закључењу сепаратног и анексионог мира” (објављено 24. фебруара). Само 15 учесника састанка гласало је за Лењинове тезе; 32 учесника подржавали су положај „лијевих комуниста”, предлажући да се међународном империјализму објави „револуционарни рат” и искаже спремност на „могућност губитка совјетске власти” у име „интереса међународне револуције”; 16 учесника сложило се са привременим ставом Троцког „ни мир, ни рат”, који укључује престанак ратних дејстава и демобилизација војске без формалног потписивања мировног споразума.
Истраживачи су представили различите претпоставке о разлозима због којих је Лењин инсистирао на закључењу мира: према Ирини Михутини, Лењин се само крио иза „револуционарне реторике”, након што је почео да размишљао као државник након доласка на власт; према Јурију Фељштинскиом, Лењина је мотивисала жеља да остане у улози шефа револуционарног покрета, што би највјероватније изгубио ако би у индустријски развијеној Њемачкој почела пролетерска револуција; Борислав Чернин је у положају шефа СНК-а видио основу за будући концепт „социјализам у једној земљи”, примјећујући истовремено да се Лењин и даље надао свјетској револуцији у наредним мјесецима, а не десетљећима. Троцки, који је у Брест-Литовску имао пуни приступ њемачкој штампи, оправдао је свој положај нередима у Аустроугарској и Њемачкој, за које је мислио да су пролог грађанског рата, искључујући могућност напредовања војски Централних сила ка Совјетској Русији чак и у одсуству формалног мировног споразума, а чије непотписивање би такође омогућило негирање гласина о бољшевицима као агентима Њемачке. Заузврат, Бухарин и „лијеви комунисти”, подсјећајући на искуство Француске револуције, чије су оружане снаге успјеле поразити знатно бројнију војску коалиције конзервативних држава, вјеровали су да ће бољшевици успјети инспирисати руске раднике и сељаке на марш против Централних сила.
Кључни је био састанак ЦК РСДРП(б) 11. (24) јануара, на којем су заступници различитих ставова ушли у оштру полемику. Као резултат, на гласању о питању „Хоћемо ли позвати на револуционарни рат?”, два учесника су гласа „за”, а једанаест „против”, док је један био „уздржан”. Када је, на Лењинов приједлог, на гласање стављена теза „На све начине одлажемо потписивање мира”, дванаест учесника је подржало тезу, док је против био само Григориј Зиновјев. Закључно, Троцки је предложио гласање о тези „завршавамо рат, не склапамо мир, демобилишемо војску”, а „за” је гласало девет учесника (Троцки, Урицкиј, Бухарин, Колонтај и други), а „против” је било седам учесника (Лењин, Стаљин, Свердлов, Сергејев, Муранов и други). Тајна одлука ЦК била је обавезујући партијски документ. Два дана касније, на заједничком састанку руководства партије бољшевика и лијевих есера, формула „ни рат, ни мир” добила је одобрење од већине присутних. Дана 14. (27) јануара 3. Сверуски конгрес совјета одобрио је резолуцију Троцког о спољној политици, састављену у „нејасним” условима и дајући шира овлашћења самој делегацији у доношењу коначне одлуке о потписивању мира: „Проглашавајући поново пред цијелим свијетом жељу руског народа за моменталним окончањем рата, Сверуски конгрес даје инструкције својој делегацији да подржи принципе мира на основу програма Руске револуције”.

### Наставак преговора

#### Потписивање мировног споразума са Украјином
Дана 21. јануара (3. фебруар) Килман и Чернин отишли су у Берлин на састанак са Лудендорфом, на којем су разговарали о могућем потписивању мира са Централном радом, која није контролисала ситуацију у Украјини: пресудно улогу у позитивној одлуци одиграла је тешко стање са храном у Аустроугарској, којој је пријетила глад. По повратку у Брест-Литовск, њемачка и аустроугарска делегација потписале су 27. јануара (9. фебруар) мировни споразум са делегацијом Централне раде, према којем — у замјену за војну помоћ против совјетских снага — Украјинска Народна Република обавезала се да ће до 31. јула испоручити милион тона жита Њемачку и Аустроугарску, 400 милиона јаја, до 50 хиљада тона говеђег меса, као и масти, шећера, конопље, руде мангана и других сировима. Осим тога, делегација УНР успјела је постићи тајно обећање о стварању аутономне регије у Аустроугарској, која би обухватала све територије Аустрије (не и Угарске) у којима се говори украјински језик; Украјини би такође била призната и спорна регија Холм.
Потписивање Брест-литовског мира између Украјине и Централних сила био је тежак ударац за Совјетску Русију, пошто се већ 31. јануара (13. фебруара) Украјина обратила Њемачкој и Аустроугарској за помоћ против совјетских снага. Упркос чињеници, што је војна конвенција између Украјине, Њемачке и Аустроугарске, која је постала правни основ за улазак аустроугарско-њемачких снага у Украјину, касније формализована, њемачка команда истог дана дала је прелиминарну сагласност да уђе у рат против бољшевика и почела се активно припрема за поход на Украјину.

#### Њемачки ултиматум и прекид преговора
Чим су у Берлину сазнали за потписивање мировног споразума са Централном радом, Вилхелм II, који је такође примио информацију о радио-поруци са бољшевичким апелом њемачким војницима, која гласи „убити императора и генерале и побратимити се са совјетском војском”, категорички је тражио да се совјетској делегацији одмах предочи ултиматум о усвајању њемачких мировних услова са повлачењем из прибалтичких области на линију Нарва — Псков — Двинск.
Навече истог дана Килман је совјетској делегацији представио категорички захтјев о потписивању мира према њемачким условима, формулисан на сљедећи начин: „Русија прима на знање сљедеће територијалне промијене, које ступају на снагу заједно са ратификацијом овог мировног споразума: подручје између граница Њемачке и Аустроугарске и линије, која пролази... од сада неће бити подложна територијалној превласти Русије. Из чињенице да припадају бившој Руској Империји, за њих неће наступити никакве обавезе према Русији. Будућа судбина ових подручја ријешиће се у сагласности са датим народима, на основу споразума које ће склопити са њима Њемачка и Аустроугарска”. Истовремено, крајем јануара владе Централних сила имале су „изненађујући” детаљне информације о току (тајне) унутарпартијске расправе у Петрограду и знали су за бољшевичке планове о одлагању потписивања мира колико год је то могуће — та информација је процурила у њемачку штампу.
Дана 28. јануара (10. фебруар) Троцки је послао делегатима Централних сила писану изјаву коју су потписали сви чланови руске делегације; вербално је одбацио све њемачке услове мира и дао изјаву да:
Ми излазимо из рата. Ми извјештавамо о томе све народе и њихове владе. Ми издајемо наређење о потпуној демобилизацији наше војске... У исто вријеме изјављујемо, да су услови, које су нам предложиле владе Њемачке и Аустроугарске, у суштини супротни интересима свих народа
Њемачка страна одговорила је да ће неизвршавање мировног споразума од стране Русије аутоматски довести до прекида примирја. Након тога, совјетска делегација демонстративно је напустила састанак, а као разлог је навела потребу да се врате у Петроград ради додатних упутстава. Истог дана Троцки је послао телеграм врховном команданту Криленку, у којем је захтјевао да одмах изда наредбу војсци о окончању ратног стања са државама њемачког блока и о демобилизацији војске; Криленко је сљедећег јутра издао ово наређење. Сазнавши за ову наредбу, Лењин је покушао да је одмах откаже, али његова порука није престигла Криленкову.
Дана 29. јануара (11. фебруара) на засједању Петросовјета већина учесника (са једним гласом против и 23 уздржана) усвојена је резолуција, коју је припремио Зиновјев, и одобрила је акције совјетске делегације у Брест-Литовску. Сљедећег дана, Известиях ЦИК и Правда су објавиле чланке који подржавају ову одлуку; увече 1. (14) фебруара на састанку Сверуског централног извршног комитета усвојена је резолуција, којом се одобрава „начин дјеловања наших представника у Брест-Литовску”.

### Наставак војних дејстава
Дана 31. јануара (13. фебруар) на састанку у Бад Хомбургу (понекад, погрешно, у Хамбургу), на којем су учествовали кајзер Вилхелм II, канцелар Хертлинг, Килман, Хиндербург, Лудендорф, начелник морнаричког штаба и вицеканцелар, одлучено је да се прекине примирје и покрене офанзива на Источном фронту — „нанијети кратак, али снажан ударац руској војсци распоређеној против нас, што би нам омогућило заробљавање велике количине војне опреме”. Према развијеном плану требало је заузети цијели Прибалтик све до Нарве и пружити оружану подршку Финској. Одлучено је да се окупира Украјина, елиминише совјетска власт на окупираним територијама и настави са извозом жита и сировина. Одлучено је да формални мотив за прекид примирја 17. (или 18) фебруара буде „Троцково непотписивање мировног споразума”. Њемачка команда је 16. фебруара званично објавила совјетском представнику који је остао у Брест-Литовску, да се између Русије и Њемачке наставља ратно стање. Совјетска влада је протестовала због кршења примирја, али није одмах добила одговор.
Дана 4. (17) фебруара одржан је састанак ЦК РСДРП(б), којем је присуствовало једанаест учесника: Бухарин, Ломов, Троцки, Урицки, Јофе, Крестински, Лењин, Стаљин, Свердлов, Сокољников и Смилга. Лењин је предложио да се изјасне „за тренутну понуду Њемачкој да приступи новим преговорима за потписивање мира”, против чега се изјаснило 6 учесника састанка (Бухарин, Ломов, Троцки, Урицки, Јофе, Крестински), док је пет подржало приједлог. Затим је дат, могуће Троцков, приједлог да се „са наставком преговора сачека све док се њемачка офанзива довољно не развије и открије њен утицај на раднички покрет”, за који је гласало шест чланова ЦК (Бухарин, Ломов, Троцки, Урицки, Јофе, Крестински), а сви остали су били против. На питање „Ако као чињеницу имамо њемачку офанзиву, а до револуционарног успона у Њемачкој и Аустроугарској не дође, да ли закључити мир?”, шест учесник састанка договорило је позитивно (Троцки, Лењин, Стаљин, Свердлов, Сокољников и Смилга), док је само Јофе био против.

## Мировни споразум
Споразум, потписан између бољшевичке Русије и свих земаља Централних сила, означио је излазак Русије из Првог светског рата и тиме постизање једног од највећих бољшевичких циљева. То је, међутим, учињено под неочекивано понижавајућим условима.
Нова руска бољшевичко-комунистичка власт одрекла се свих претензија и права на Финску, будуће балтичке државе Естонију, Летонију и Литванију, Пољску, Белорусију, Украјину и (на захтев Талат паше) земље које је Русија освојила у Руско-турском рату 1877—1878. године (Ардахан, Карс и Батуми).
Највећи део ових територија у ствари је предат Немачком царству, а намера је била да то постану делови царства под различитим зависним краљевима и војводама.
Споразум је предвиђао да ће судбину ових територија одредити Немачка и Аустроугарска у сагласности са становништвом ових територија, што се у пракси свело на постављање немачких владара на новоуспостављене престоле Финске, Летоније и Литваније. Турска је одмах преузела контролу над територијом из споразума.
Споразум је Русији одузео трећину становништва, половину индустрије и девет десетина рудника угља.
Међутим, пораз Немачке у Првом светском рату, означен примирјем 11. новембра, омогућио је стварну независност Финској, Естонији, Летонији, Литванији и Пољској, а новопрокламовани монарси морали су да се одрекну престола.

### Ратна одштета
Пратећи споразум, потписан у Берлину 27. августа, 1918, предвиђао је да Русија исплати шест милијарди марака одштете Немачкој.

## Трајне последице споразума
Споразум је трајао свега осам месеци. Немачка се одрекла споразума у новембру 1918. године као један од услова примирја. Турска је прекршила споразум после два месеца извршивши инвазију на новопрокламовану Демократску Републику Јерменију маја 1918. године. Бољшевичка влада се такође одрекла споразума по потписивању примирја. У априлу 1922. године, Рапалским уговором, Немачка је прихватила поништавање споразума и две земље су се договориле да се одрекну свих територијалних и финансијских обавеза везаних за рат.
Споразум Рибентроп—Молотов, 1939. године, у великој мери је поништио све територијалне губитке Русије из Брест-Литовског споразума.
Споразум у Брест-Литовску био је велики губитак територије под контролом бољшевика. Иако се са губитком Финске и Пољске у начелу унапред рачунало, губитак Украјине и балтичких земаља створио је две велике базе за антибољшевичко деловање у Руском грађанском рату. Губитак ових територија изазвао је талас антибољшевичког расположења и интензивирање борбе против њих чак и код неких револуционарних снага. Највећи део Украјине повраћен је 1920, али ће остале територије на Балтику и другде остати у антибољшевичким рукама до Другог светског рата.